# Новороссийский вагоноремонтный завод
Новороссийский вагоноремонтный завод имени Новороссийской Республики 1905 года (сокращённо НВРЗ) — бывшее советское и российское вагоноремонтное предприятие, являлось одним из старейших промышленных предприятий Новороссийска (Краснодарский край). С 2008 года НВРЗ являлся филиалом АО «Вагонреммаш». 

## История

### Новороссийские вагонные мастерские
В 1890 году акционерное общество Владикавказской железной дороги начало подготовительные работы по строительству крупного элеватора в Новороссийске. В 1892 году были созданы небольшие механические мастерские, которые выпускали различные металлоизделия и механизмы для перевалки сыпучих грузов для строящегося Новороссийского элеватора. 
В 1897 году мехмастерские были переименованы в Новороссийские вагонные мастерские, занимавшиеся ремонтом товарных вагонов элеватора. В это время акционерное общество закупило в США паровозы серии Х, доставленные частично в разобранном виде и собранные в мехмастерских. Вскоре в мастерских было освоено производство и ремонт пассажирских вагонов четвёртого класса.
В 1898 году в вагонных мастерских случился сильный пожар, который уничтожил часть цехов. Уже к 1899 году мастерские были восстановлены и смогли продолжить ремонт вагонов.
В ходе Гражданской войны с 1918 по 1920 год Новороссийск находился под властью Вооружённые силы Юга России генерала А.И. Деникина. За это время вагонные мастерские пришли в запустение, а большая часть подвижного состава была повреждена.
В 1920 году в Новороссийске установилась советская власть. Новороссийские вагонные мастерские были национализированы и перешли в ведение Народного комиссариата путей сообщения. Мастерские снова были введены в строй и помимо ремонта вагонов было освоено производство вагонов-цистерн.
В 1927 году мастерские освоили производство двухосных платформ и товарных вагонов с хребтовыми балками пульмановского типа.
В 1930 году мастерские были переданы в подчинение Наркомтяжпрому и преобразованы в металлозавод № 22. После чего завод перешёл на изготовление прицепов для тракторов и вагончики-бытовки для жилья. Однако уже в сентябре 1931 года металлозавод № 22 был отдан обратно Народному комиссариату путей сообщения и получил название Новороссийский вагоноремонтный завод (НВРЗ).  

### Новороссийский вагоноремонтный завод
До 1933 года завод ремонтировал только товарные и жёсткие пассажирские вагоны. В 1933 году по заданию НКПС построил экспресс «Люкс» в составе 10 вагонов. С этого года начались работы по ремонту мягких и служебных вагонов. В течение Первой и Второй пятилеток завод быстро развивался, строились дополнительные цеха и отделения. К концу 1930-х годов НВРЗ стал крупным машиностроительным предприятием Новороссийска. 
С началом Великой Отечественной войны вагоноремонтники изготовили бронепоезда «За Родину» и «Народный мститель». По заказу Черноморского флота и Крымского фронта на заводе изготавливались транспортеры для дальнобойных орудий, телеграфно-телефонные станции, санитарные поезда, передвижные дезкамеры, стальные каркасы для дотов, противотанковые зажигательные бутылки с ампулами и многое другое. 
В 1942 году НВРЗ с рабочими и оборудованием был эвакуирован в Тбилиси. Во время немецко-фашистской оккупации Новороссийска корпуса НВРЗ были разрушены на 95%. После освобождения Новороссийска в 1943-1944 годах коллектив НВРЗ занимался восстановлением корпусов и запуском производства. Ленинградским институтом «Лентранспроект» был разработан специальный проект полной реконструкции завода. После завершения реконструкции в конце 1940-х годов завод вновь приступил к ремонту и изготовлению запчастей для грузовых и пассажирских вагонов.
Министерство путей сообщения приняло решение с 1948 года специализировать НВРЗ на ремонте изотермических вагонов. В кратчайшие сроки была произведена перестройка производства, и уже в 1948 году было отремонтировано 1132, а в 1949 году – 1368 вагонов-ледников.  
В 1953 году НВРЗ освоил ремонт цельнометаллических пассажирские вагоны. 
В 1969 году завод освоил ремонт вагонных климатических установок, первый в отрасли наладил изготовление вагонных электронных приборов.
В середине 1960-х годов НВРЗ переоборудовал весь парк вагонов-ресторанов из льдосоляного на машинное охлаждение. Тогда же заводом были созданы условия для ремонта вагонов-ресторанов с машинным охлаждением. Вскоре НВРЗ стал единственным советским вагоноремонтным предприятий, подготовленным к производству ремонта вагонов-ресторанов такого типа. 
С 1971 года по 1996 год завод ремонтировал пяти-вагонные рефрижераторные секции производства БМЗ. 
В декабре 1975 году НВРЗ присвоено имя Новороссийской Республики 1905 года.  
В 1978 году для расширения ремонтной базы вагонов-рефрежираторв НВРЗ подвергся масштабной реконструкции. К 1984 году был пущен в строй колёсный цех, новая котельная и очистные сооружения.  
В начале 1980-х годов НВРЗ освоил ремонт и изготовление вагонных электроприборов. С 1985 года на заводе был освоен ремонт вагонов-лабораторий ЦЭ, вагонов-товаровозок и вагонов-клубов.  
По результатам 1989 года коллектив НВРЗ стал победителем соцсоревонования среди железнодорожных предприятий. В 1990 году НВРЗ было вручено переходящее Красное знамя МПС и ЦК Профсоюза рабочих железнодорожного транспорта. На момент распада СССР помимо большого вагоноремонтного производства НВРЗ имел развитую социальную инфраструктуру: клуб, заводские общежития, 3 детских сада, базы отдыха «Стрела» и «Прометей», а также другие предприятия соцкультбыта.  
В 1993 году НВРЗ совместно с немецким «Deutsche Waggonbau AG» начал производить капитально-восстановительный ремонт купейных вагонов «Аммендорф» производства «VEB Waggonbau Ammendorf» (ГДР). С 1995 года НВРЗ производил капремонт «Аммендорфов» уже самостоятельно.   
В 2001 году был освоен капремонт купейных вагонов и вагонов-ресторанов повышенной комфортности.    
С 2003 по 2008 год на заводе осуществлялась масштабная инвестиционная программа по реконструкции и техническому переоснащению. За это время были модернизированы электроремонтный и вагоносборочный цеха, появилась новая окрасочно-сушильная камера, был обновлён аккумуляторный участок и т.д.     
В 2008 году ОАО «РЖД» объявило об организации дочернего ОАО «Вагонреммаш», который был создан с целью формирования вагоностроительных мощностей и затем частичной продажи. В состав «Вагонреммаша» вошли Воронежский, Тамбовский и Новороссийский вагоноремонтные заводы.    

### Ликвидация
В октябре 2016 года руководство «Вагонреммаш» приняло решение ликвидировать свой филиал в Новороссийске. Основной причиной стало сильное сокращение заказов на ремонт вагонов со стороны Федеральной пассажирской компании. 1 января 2017 года НВРЗ полностью прекратил свою производственную деятельность. После ликвидации производства на НВРЗ имущество предприятия было выкуплено Новороссийским морским торговым портом с целью строительства логистического комплекса по перевалке зерна. 

## Продукция
Основная деятельность Новороссийского вагоноремонтного завода была связана с оказанием услуг по ремонту пассажирского подвижного состава и основных узлов пассажирских вагонов, а также по производству нового формирования пассажирских колёсных пар для структурных подразделений ОАО «Российские железные дороги»: 
- ремонт вагонов-ресторанов
- ремонт вагонов-купе
- ремонт купейных вагонов с буфетными отделениями
- ремонт со сменой элементов пассажирской колесной пары (замена цельнокатаных колес, ревизия буксового узла)
- ремонт со сменой элементов пассажирской колесной пары с редуктором от средней части оси типа WBA-32/2, МАБ-2 (ЕЮК 160-1М)
- новое формирование пассажирской колёсной пары с редуктором от средней части оси типа WBA-32/2, с редуктором ЖДР-0002 (ЖДРУ.ЗОЗ 144.001.ТУ), с редуктором ДМИ-44
- ремонт генераторов DCG 4435/24/2аЗ, DUGG 28В
- ремонт компрессоров тип V

Ремонт пассажирских вагонов осуществлялся в следующем объёме: 
- капитальный ремонт КР-1
- капитальный ремонт КР-2
- капитальный ремонт КР-2М (с модернизацией, продлением срока службы)
- капитальный - восстановительный ремонт КВР с продлением срока службы (вагон-ресторан повышенной комфортности по проекту Л1.0081, вагон-ресторан повышенной комфортности и улучшенного дизайна по проекту Л 1.0081)
- Капитально - восстановительный ремонт троллейбусов ЗиУ-682 для Новороссийска [10]